# 龜
거북귀(거북龜)는 龜부의 한자이며, 강희자전 부수의 213번째 부수이다. 거북의 뜻을 담고 있다. 성부는 물론 형부로써 쓰이는 사례는 많지 않다.
'거북'의 뜻으로 쓰이면 귀로, '터지다' · '갈라지다'란 뜻으로 쓰이면 균, 이름에 쓰이면 구로 읽는다.

## 龜부
龜부에 속해 있는 한자는 거북이나 거북과 비슷한 것과 관련되어 있지만 많지는 않다. 큰거북 휴(𪚰), 가을 추(秋)의 고자체(龝) 등이 속해 있다.
| 자획 | 글자 |
| ---- | ---- |
| 0획  | 龜   |
| 5획  | 龝   |
| 12획 | 龞   |

## 변형 문자

### 글꼴
| 강희자전 | 한국 | 대만 | 홍콩 | 중국(번체자) | 중국(간체자) | 일본(신자체) |
| -------- | ---- | ---- | ---- | ------------ | ------------ | ------------ |
| 龜       | 龜   | 龜   | 龜   | 龜           | 龟           | 亀           |

### 유니코드
- 유니코드 포인트 U+9F9C: 龜
- 유니코드 포인트 U+2FD4: ⿔

## 문헌
- Fazzioli, Edoardo. 《Chinese calligraphy : from pictograph to ideogram : the history of 214 essential Chinese/Japanese characters》. calligraphy by Rebecca Hon Ko. New York: Abbeville Press. ISBN 0-89659-774-1.
- Leyi Li: “Tracing the Roots of Chinese Characters: 500 Cases”. Beijing 1993, ISBN 978-7-5619-0204-2